# 察哈尔军区
察哈尔军区，是中国人民解放军在察哈尔省的省军级军区。

## 历史
1946年10月12日，傅作义部袭占晋察冀边区首府张家口，打通了平绥铁路。冀察军区被割裂为路北的察北、平北等军分区与路南的察南军分区。1946年11月4日冀察军区与张家口卫戍司令部合并为察哈尔军区，冀察军区路南的第4、第6军分区和独立第4旅划归察哈尔军区建制；冀察军区路北部分的第5、第7军分区、独立第5旅划归新组建的冀热察军区建制。 察哈尔军区司令员郑维山，军区副司令员兼参谋长萧文玖。
- 第4军分区（平西军分区与老一分区合并）：司令员熊奎，政治委员周小舟
- 第6军分区（察南）：司令员纪亭榭，政治委员杨士杰，副政委罗平。1949年4月军分区机关组建华北军区独立步兵第209师。
- 独立第4旅：1946年4月由冀察（郭天民）纵队第6旅第18团与冀察军区第11军分区独立团组建。旅长马辉，政治委员黄连秋
- 独立第11旅：1946年11月晋察冀野战军第四纵队第11旅转隶察哈尔军区改称。

1947年1月，独立第11旅编入晋察冀军区第三纵队，改称第9旅，旅长陈仿仁，政委黄文明，副旅长兼参谋长杜瑜华，政治部主任蔡畅元。
1947年11月，察哈尔军区与冀晋军区合并为北岳军区，察哈尔军区独立第4旅编入晋察冀军区第1纵队改称第3旅。察哈尔军区机关组建晋察冀野战军第六纵队机关。
1949年1月15日，以北岳区党委、行政委员会、北岳军区为基础，组建了察哈尔省省委、省政府、察哈尔军区，司令员王平，察哈尔省委书记杨耕田兼察哈尔军区政治委员，副司令员石志本，政治部主任阎子庆，副参谋长刘彬。辖
- 雁北军分区（北岳军区第一军分区）
- 平西军分区（原北岳军区第三军分区）
- 建屏军分区（原北岳军区第四军分区）
- 易水军分区（原北岳军区第五军分区）
- 察南军分区（原北岳军区第六军分区）
- 察北军分区（原属冀热察军区）
- 冀察军分区（原冀热察军区平北军分区与察东军分区合并）

1949年秋，随着行政区拨归河北省、山西省，撤销了平西、建屏、易水、冀察军分区，仅辖察哈尔省境内的雁北、察南、察北军分区。1952年11月，随着察哈尔省撤销，雁北军分区划归山西军区建制，察南、察北两军分区合并为张家口军分区，归河北军区建制。1952年12月，察哈尔军区正式撤销。